# Marian Goodman
Pour les articles homonymes, voir Goodman.
Marian Goodman est une galeriste américaine, installée à New York, Londres et Paris, et spécialisée dans l'art contemporain.

## Biographie
En 1965, Marian Goodman fonde une petite maison d'édition indépendante, spécialisée dans la publication de monographies ou de textes d'artistes contemporains américains post-modernes ou minimalistes comme Dan Graham, Sol Lewitt ou Robert Smithson et du pop art comme Roy Lichtenstein ou Andy Warhol. Cette expérience concluante, la poussa à étendre son champ artistique et notamment a tisser des liens avec les artistes contemporains européens comme Joseph Beuys ou Gerhard Richter qu'elle fit connaître par le livre au public américain.
En 1977, elle ouvre sur la 57e rue de Manhattan à New York sa première galerie avec une exposition de Marcel Broodthaers puis avec le succès une seconde galerie rue du Temple à Paris en 1998 avec une exposition consacrée au photographe Steve McQueen.

## Artistes exposés
La galerie Marian Goodman représente entre autres depuis des années : Giovanni Anselmo, Lothar Baumgarten, Christian Boltanski, Maurizio Cattelan, James Coleman, Tony Cragg, Tacita Dean, Rineke Dijkstra, Dan Graham, Pierre Huyghe, Cristina Iglesias, William Kentridge, Annette Messager, Juan Muñoz, Steve McQueen, Giuseppe Penone, Gerhard Richter, et Jeff Wall.